# Дача Клячко
Дача Клячко — памятник архитектуры, расположена в Курорте на Лесной улице, 7 г. Сестрорецка. Построена в 1908 году. В настоящее время — одно из зданий филиала ГУ «Детского санатория — реабилитационного центра» «Детские Дюны» Комитета здравоохранения Санкт-Петербурга. Реставрируется КГИОП.

## История и архитектура

Планы этажей 1910 г.

Фасад 1910 г.

Рядом с Сестрорецким Курортом 1 июня 1906 года под патронажем Попечительского комитета сестёр Красного Креста был открыт санаторий для детей, страдающих хирургическим туберкулёзом.
Было получено Высочайшее разрешение от Государя императора на уступку земли № 14 площадью 1 десятина 1600 кв. сажен из свободных казённых земель в «Сестрорецкой даче», расположенной между полотном Приморской железной дороги и землёю Сестрорецкого оружейного завода.
Председателем строительной комиссии и основным спонсором была Евгения Владимировна Колачевская, а после её смерти эти функции продолжил её муж, в дальнейшем первый врач санатория Сергей Николаевич Колачевский. Главный корпус санатория был одноэтажным на высоких каменных столбах, стоял у подножия высокой дюны и со всех сторон был окружён сосновой рощей. В 1907 году была построена баня. В 1908 году — барак для женской прислуги. В отдалении находились дворницкая и прачечная. Ледник, сарай, конюшня и помещение для коров заканчивали собой ряд хозяйственных построек.
В 1907 году на территории санатория, в глубине у границы участка для присяжного поверенного Герцмана было построено бревенчатое строение с выразительным объёмом по проекту С. Г. Гингера, виднейшего мастера модерна и неоклассицизма, крупного архитектора XX века. Разновысокие крыши, соединённые криволинейными очертаниями, придавали облику здания динамичность, присущую постройкам в стиле модерн. В 1908 году здание было продано доктору Л. М. Клячко (1855—1913 ).
Рядом с дачей Клячко архитектором Гингером также было построено оригинальное деревянное здание служб при даче адвоката О. О. Грузенберга. Оба здания отличали удачная внутренняя планировка, продуманный облик, наличие новых на то время строительных и отделочных материалов. Строительство велось с учётом всех новейших гигиенических, санитарно-технических и эстетических требований своего времени. Комфорт и целесообразность были одними из основных задач проектирования. На первом этаже дачи Клячко располагались приёмная доктора, кабинет, лаборатория, людская (две комнаты), кухня, терраса (рядом с кухней), кладовая, спальня, санузел, столовая, веранда, терраса (у входа), сени, вестибюль. На втором этаже — балконы, две гостевые комнаты, три детские, бильярдная (над верандой), санузел.
Хозяин дачи Л. М. Клячко был известным практикующим врачом-терапевтом.
Дача знаменитого врача Льва Клячко, построенная по проекту Сергея Гингера (1907), признана памятником деревянного зодчества и отреставрирована КГИОПом. По воспоминаниям Александра Бенуа, в благодарность за то, что Клячко вылечил жену художника Льва Бакста, тот подарил ему картину «Античный ужас», ныне гордость экспозиции Русского музея. После революции в дачах разместился детский санаторий (ныне клинический санаторий имени Маслова для детей, страдающих хронической пневмонией). Корней Чуковский писал в дневнике: «Пришел ко мне мальчик Грушкин, очень впечатлительный, умный, начитанный, 10-летний. С ним я пошел в детскую санаторию, помещавшуюся в дачах, некогда принадлежавших Грузенбергу, доктору Клячко и доктору Соловьеву. Там лечатся и отдыхают дети рабочих — и вообще бедноты. Впечатление прекрасное. Думаю, Грузенберг был бы рад, если бы видел, что из его дачи сделали такое чудное употребление».

## Статус
Здание входит в зону охраны памятников культурно-исторического наследия вместе со всеми окружающими постройками в кварталах по улицам Сосновой, Лесной, Андреева, Оранжерейной, Максима Горького, наб. реки Сестры, Речного переулка. Рядом находится один из парков Курорта с лиственничной аллеей и столетними соснами. В целом этот комплекс зданий на небольшой территории представляет памятный ансамбль застройки начала XX века.
В 2014 году Комитет по госзаказу Санкт-Петербургв объявил тендер на разработку проекта реконструкции 2-й площадки санатория «Детские дюны» на Лесной улице дом 7 в Сестрорецке. В филиале лечатся дети до 10 лет. Все корпуса, кроме лечебно-диагностического, будут снесены, а оставшийся — перестроен. Проект предполагает снос 6 корпусов санатория — дошкольного, школьного, пищеблока, административного, хозяйственного и дома обслуживания персонала, а также летних павильонов и контрольно-пропускных пунктов. На их месте появятся новые здания с теми же функциями площадью 26 тысяч м², соединённые теплыми переходами.
Площадь сохраняемого лечебно-диагностического корпуса будет увеличена с 550 м² до 1,4 тысячи кв. м. В нём разместятся административное и консультативно-диагностическое отделения.
В итоге санаторий сможет принимать на лечение до 160 детей 4-10 лет без родителей и 24 ребёнка с родителем. Максимальная стоимость разработки проекта — 67,2 млн рублей. Проект должен быть подготовлен до 20 декабря 2015 года.

## Планы

Планы дачи Клячко по обмерам 2002 года
План 1 этажа
План 2 этажа
План Подвала
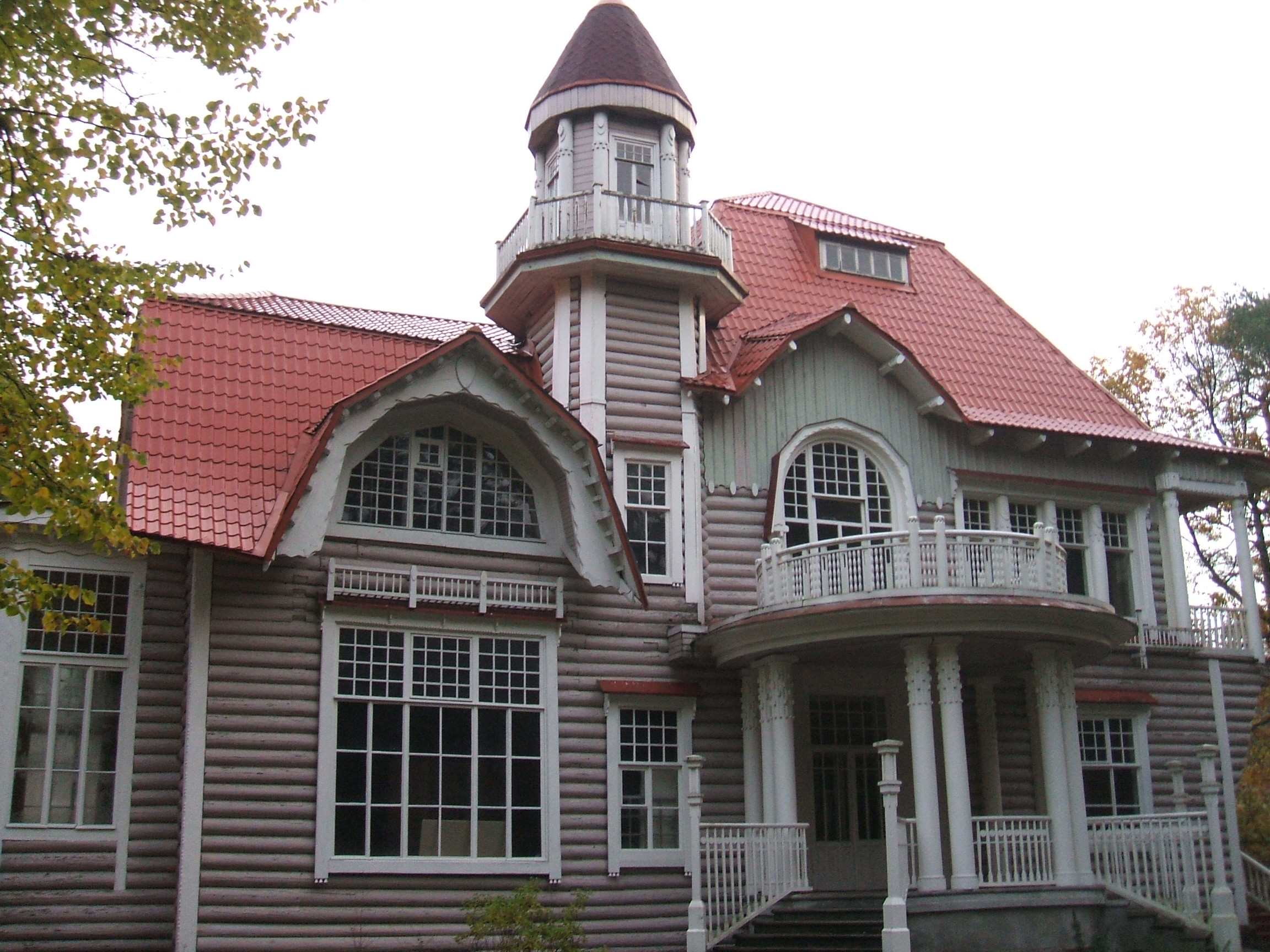
Современный вид здания